# Rosa Regàs
Rosa Regàs i Pagés (Barcellona, 11 novembre 1933 – Llofriu, 17 luglio 2024) è stata una scrittrice spagnola, traduttrice per le Nazioni Unite dal 1983 al 1994. Ricoprì anche il ruolo di direttrice della Biblioteca nazionale di Spagna dal 2004 al 2007.

## Biografia
Rosa Regàs nacque a Barcellona l'11 novembre 1933 in una famiglia repubblicana, figlia del drammaturgo Xavier Regàs i Castells e di Mariona Pagès. Trascorse l'infanzia in Francia durante gli anni della guerra civile spagnola al termine della quale tornò in Spagna dove i nonni la portarono in un collegio gestito dalle suore domenicane.
Laureatasi in Filosofia all'Università di Barcellona, dal 1964 al 1970 lavorò per la casa editrice Seix Barral e nel 1969 ne fondò due per proprio conto, La Gaya Ciencia, dedicata alla letteratura, l'arte e la politica, e Ediciones Bausán, specializzata in narrativa per l'infanzia oltre a creare le riviste Cuaderno de la Gaya Ciencia e Arquitectura Bis.
Sempre nel 1976 creò la Biblioteca di Divulgazione Politica, una serie di brevi saggi didattici su concetti politici che in quel momento mobilitarono l'opinione pubblica; tra le firme vi furono Felipe González, Santiago Carrillo, Enrique Tierno Galván o José Luis López Aranguren.
Dal 1983 al 1994 fu traduttrice freelance per le Nazioni Unite presso le sedi di Ginevra. Tra il 1994 e il 1998 diresse l'American Athenaeum della Casa de América di Madrid e, dal 2003 al 2007, fu direttrice generale della Biblioteca Nazionale di Spagna.
Esordì nella narrativa nel 1987 con Ginebra, un'analisi della capitale calvinista, e in seguito pubblicò numerosi romanzi e saggi ottenendo prestigiosi riconoscimenti quali il Premio Nadal nel 1994 con Dove finisce l'azzurro e il Premio Planeta nel 2001 con La canzone di Dorotea.
Nel 2005 fu incaricata di proclamare le Fiestas de la Merced a Barcellona, con un discorso in cui parlò di una città tollerante e civica. Il 18 novembre 2005 ricevette l'Ordine della Legion d'Onore della Repubblica Francese con il grado di cavaliere e il 30 novembre la Generalitat di Catalogna gli conferì la Croce di San Giorgio. Nel 2021 ebbe l'AMEIS Silver Award, assegnato dall'Association of Women Writers and Illustrators, un riconoscimento letterario assegnato alle donne pioniere della letteratura.
Fu membro della giuria di diversi concorsi, come il Premio Principe delle Asturie per le Arti e le Lettere, il Premio Internazionale del Romanzo Alfaguara, il Premio di Giornalismo Ortega y Gasset, il Premio Biblioteca Breve, il Premio Giovane Narrativa della Fondazione Generale dell'Università Complutense di Madrid, il Premio Planeta per il Romanzo, il Premio Café Gijón, il Premio Antonio Machado e il Premio BUBOK per la creazione letteraria.
Nel 2024 si trasferì in campagna, nella provincia di Girona, dedicandosi alla scrittura e ad altre attività legate alla letteratura, al giornalismo e al suo impegno sociale.
Morì il 17 luglio 2024 all'età di 90 anni, nella sua residenza di Llofriu.

## Vita privata
Nel 1951 sposò l'industriale e fotografo Eduard Omedes Rogés, dal quale poi divorziò e dal quale ebbe cinque figli: Eduard Omedes Regàs, Anna, David, Loris e Mariona Omedes Regàs.

## Opere principali
- Ginebra (1987)
- Memoria de Almator (1991)
- Dove finisce l'azzurro (Azul, 1994), Milano, Frassinelli, 1996 traduzione di Claudio Valentinetti ISBN 88-7684-385-X.
- Canciones de amor y de batalla (1995)
- Viaje a la luz del Cham (1995)
- Pobre corazón (1996)
- Desde el mar (1997)
- Más canciones (1998)
- Sangre de mi sangre: la aventura de los hijos (1998)
- Sombras, nada más (1998)
- Luna lunera (1999)
- Hi havia una vegada (2001)
- La canzone di Dorotea (La canción de Dorotea, 2001), Milano, Feltrinelli, 2003 traduzione di Claudio Fiorentino ISBN 88-07-84030-8.
- Per un món millor (2002)
- Diario de una abuela de verano. El paso del tiempo (2004)
- El valor de la protesta. El compromiso con la vida (2004)
- Volcanes dormidos. Un viaje por Centroamérica (2005)
- Memòries de la Costa Brava (2006)
- Viento armado
- Contra la tiranía del dinero (2012)
- Música de Cámara (2013)
- Una larga adolescencia (2015)

## Premi e riconoscimenti
- 1994 - Premio Nadal per Azul
- 1999 - Premio Città di Barcellona per la narrativa per Luna lunera.
- 2001 - Premio Planeta per La canción de Dorotea.
- 2005 - Premio Città di Barcellona
- 2005 - Croce di San Giorgio
- 2005 - Legion d'onore del governo francese
- 2013 - Premio Biblioteca Breve 2013 per il romanzo Musica da camera.
- 2021 - Premio d'argento AMEIS